# خورشیدگرفتگی ۴ دسامبر ۱۹۸۳
خورشیدگرفتگی ۴ دسامبر ۱۹۸۳ (به انگلیسی: Solar eclipse of December 4, 1983) یک خورشیدگرفتگی از نوع خورشیدگرفتگی حلقه‌ای است. این خورشیدگرفتگی در تاریخ ۴ دسامبر ۱۹۸۳ میلادی (‎۱۳ آذر ۱۳۶۲ خورشیدی) روی داد که زمان اوج آن، ساعت ۱۲:۳۱:۱۵ به‌وقت ساعت هماهنگ جهانی بوده‌است. مدت زمان و طول این خورشیدگرفتگی ۴ دقیقه و ۱ ثانیه بود.